# Halvvärdesbredd
Halvvärdesbredd (engelska full width at half maximum, förkortat FWHM) är en vanlig definition på signalers, filters och spektrallinjers bandbredd. FWHM beräknas som differensen mellan de två frekvenser eller våglängder, där signalen, filtret eller linjen har en energi som är hälften av toppvärdet. Med andra ord är det bredden på en spektrumkurva mätt mellan de punkter på y-axeln som är halva den maximala amplituden. Halva bredden vid halva maximum (HWHM) är hälften av FWHM om funktionen är symmetrisk. Termen full duration at half maximum (FDHM) är att föredra när den oberoende variabeln är tid.

Halvvärdesbredd visad i en graf

FWHM tillämpas på sådana fenomen som varaktigheten av pulsvågformer och spektrala bredden hos källor som används för optisk kommunikation och upplösningen hos spektrometrar. Konventionen för "bredd" som betyder "halva maximum" används också i stor utsträckning i signalbehandling för att definiera bandbredd som "bredd på frekvensområdet där mindre än halva signalens effekt dämpas", det vill säga effekten är minst hälften av maximum. I signalbehandlingstermer är detta högst −3 dB dämpning, kallad halveffektspunkt eller, mer specifikt, halveffektsbandbredd. När halveffektspunkt appliceras på antennstrålebredden kallas det halveffektsstrålebredd.

## Specifika fördelningar

### Normalfördelning
Om den betraktade funktionen är tätheten av en normalfördelning av formen
{\displaystyle f(x)={\frac {1}{\sigma {\sqrt {2\pi }}}}\exp \left[-{\frac {(x-x_{0})^{2}}{2\sigma ^{2}}}\right]}
där σ är standardavvikelsen och x0 är det förväntade värdet, så är förhållandet mellan FWHM och standardavvikelsen
{\displaystyle \mathrm {FWHM} =2{\sqrt {2\ln 2}}\;\sigma \approx 2.355\;\sigma .}
FWHM beror inte på det förväntade värdet x0 utan är oföränderligt under transfereringar. Arean inom denna FWHM är cirka 76 procent av den totala arean under funktionen.

### Andra fördelningar
Inom spektroskopi är halva bredden vid halva maximum (här γ), HWHM, vanlig användning. Till exempel en Lorentzian/Cauchyfördelning av höjd ⁠1/πγ kan definieras av
{\displaystyle f(x)={\frac {1}{\pi \gamma \left[1+\left({\frac {x-x_{0}}{\gamma }}\right)^{2}\right]}}\quad {\text{ and }}\quad \mathrm {FWHM} =2\gamma .}
En annan viktig fördelningsfunktion, relaterad till solitoner i optik, är den hyperboliska sekanten:
{\displaystyle f(x)=\operatorname {sech} \left({\frac {x}{X}}\right).}
Alla översättningselement har utelämnats, eftersom det inte påverkar FWHM. För denna impuls har vi:
{\displaystyle \mathrm {FWHM} =2\operatorname {arcsch} \left({\tfrac {1}{2}}\right)X=2\ln(2+{\sqrt {3}})\;X\approx 2.634\;X}
där arcsch är den inversa hyperboliska sekanten.